# Blavet de glacera
El blavet de glacera (Agriades glandon) és una espècie de lepidòpter papilionoïdeu de la família dels licènids (Lycaenidae), subfamília dels Polyommatinae. A Andorra és considerada com espècie amenaçada protegida per llei, tot i encara no s'ha registrat en la Llista Vermella de la UICN.

## Distribució
A Amèrica del Nord es troba des de l'est d'Alaska fins a Terranova i al sud a través de les muntanyes fins a Washington, el nord d'Arizona, i el nord de Nou Mèxic. A Europa es troba en àrees muntanyoses com els Pirineus i els Alps, així com al nord llunyà. També es troba en algunes parts de Rússia, incloent Sibèria i Kamtxatka.

## Descripció
És una petita papallona amb les ales superiors de color blau, banyat de color gris o beix i envoltades d'una línia blanca. Per sota també està impregnada de blau groguenc, amb la mateixa vora blanca; les ales anteriors estan adornades amb taques negres envoltades de blanc i les ales posteriors amb una línia submarginal de taques blanques, algunes amb una mica de groc al centre.
Fa 17-26 mm d'envergadura alar. Els adults volen de mitjans de maig fins al setembre, depenent de la ubicació.
Les plantes nutrícies enregistrades inclouen espècies d'Astragalus (incloent-hi Astragalus alpinus), espècies d'Androsace (incloent Androsace bungeana i Androsace septentrionalis), Soldanella, Diapensia lapponica, Vaccinium, i espècies de Saxifraga (incloent Saxifraga bronchialis, Saxifraga spinulosa i Saxifraga oppositifolia).

## Subespècies
- Agriades glandon glandon (Pirineus, Alps)
- Agriades glandon. aquilo (Europa àrtica i Canadà àrtic)
- Agriades glandon aquilina (Tundra polar de Sibèria)
- Agriades glandon wosnesenskii (Srednesibirskoe, nord-oest de Sibèria, Kamtxatka)
- Agriades glandon centrohelvetica (Suïssa)

## Galeria

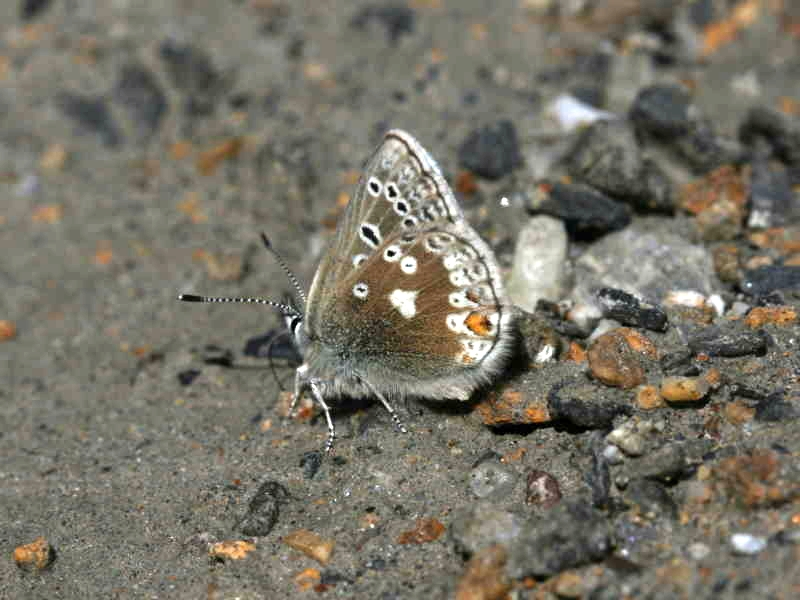
Agriades glandon
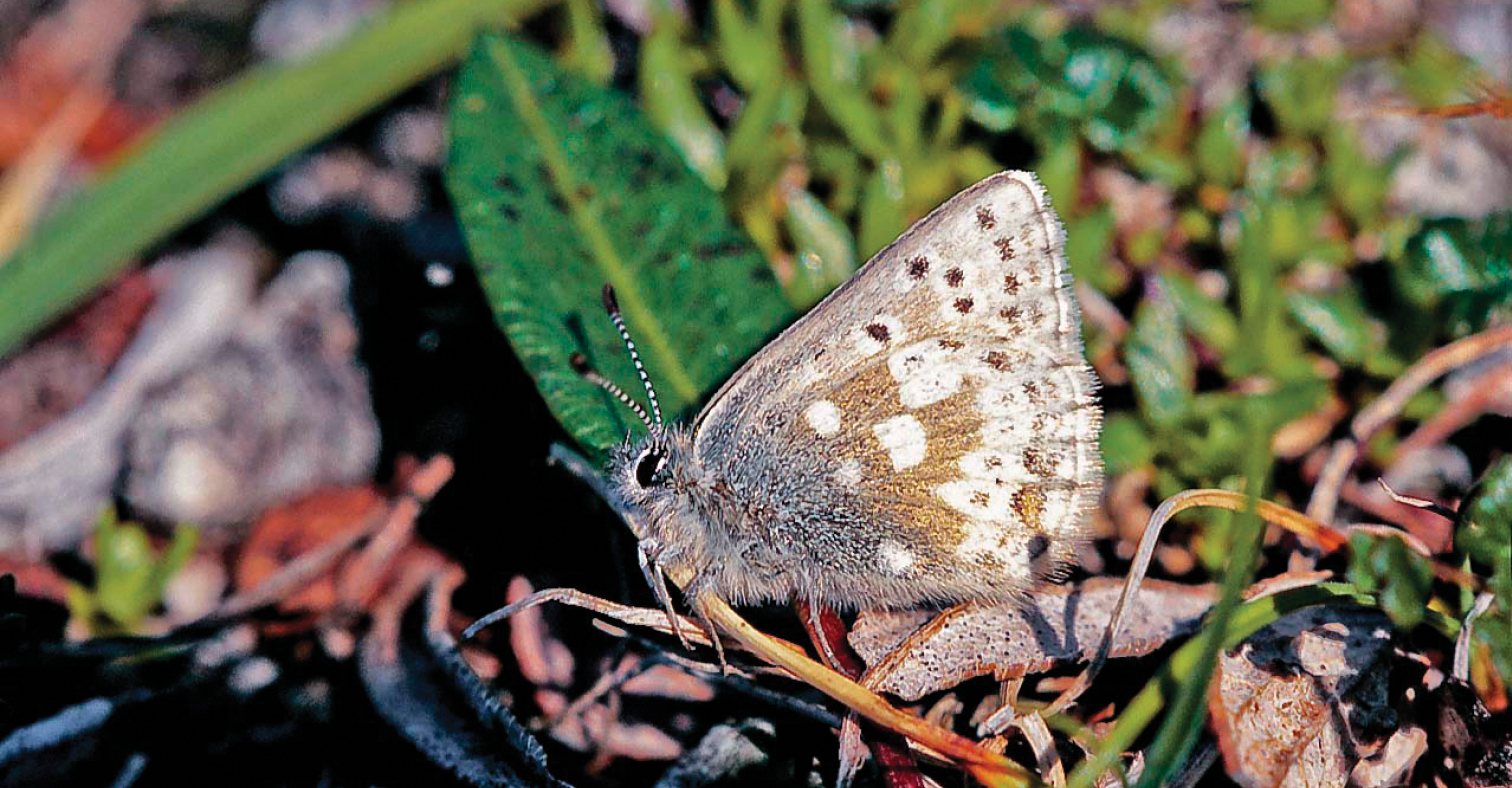
Agriades glandon